# Baum-Hasel am Herdentor

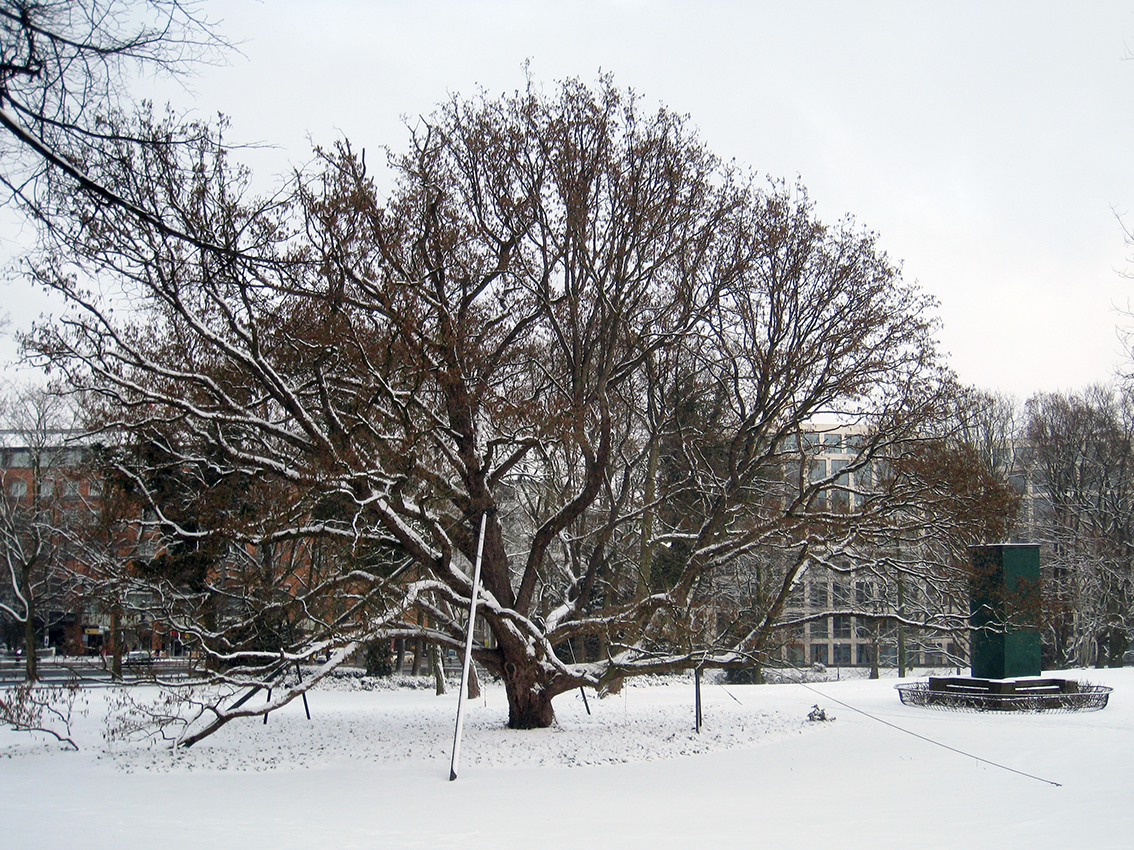
Die Baum-Hasel am Herdentor in Bremen im Jahr 2013. Die Steinhäuser-Vase rechts daneben ist durch einen Holzverschlag vor der winterlichen Witterung geschützt.

Die Baum-Hasel am Herdentor ist ein bedeutender Einzelbaum in den Wallanlagen in Bremen, zwischen Herdentorsteinweg und Am Wall.

## Geschichte
Die Baum-Hasel (Corylus colurna) wurde um das Jahr 1802 gepflanzt – unmittelbar zur Umgestaltung der alten Bremer Stadtbefestigung in eine Parkanlage im Stile eines englischen Landschaftsgartens durch Christian Ludwig Bosse und Isaak Altmann. Sie ist damit der älteste Baum in den Wallanlagen und wird auch als die „große alte Dame der Wallanlagen“ bezeichnet. Neben der Horner Linde ist sie zudem einer der ältesten Bäume der Stadt.
Seit 1856 steht in unmittelbarer Nachbarschaft der Baum-Hasel am Herdentor die Steinhäuser-Vase.
Der Baum überstand den Zweiten Weltkrieg ohne Beschädigung. Auch einer Windhose im Jahr 1993, die erhebliche Schäden in den Wallanlagen anrichtete, hielt sie stand. Seit einigen Jahren ist der Baum jedoch durch einen Pilzbefall geschwächt und neigt sich unter dem Gewicht seiner ausladenden Äste langsam zur Seite. 2005 wurden daher zunächst Stahlseile angebracht. Zusätzlich folgte 2010 die Errichtung massiver Stahlstreben, um die Baum-Hasel zu stützen.
Seit 2009 vergeben Stadtgrün Bremen (heute Umweltbetrieb Bremen) und die SWB eine jährliche Baumpatenschaft an Bürger, die den historischen Baum besonders im Blick haben sollen.

## Der Baum
Die Baum-Hasel, auch Türkische Hasel genannt, stammt ursprünglich aus Südosteuropa und Kleinasien. Die Bremer Baum-Hasel hat einen Stammumfang von zirka 3,80 Meter und eine Höhe von zirka 12 Meter. Sie ist damit die fünftgrößte ihrer Art in Deutschland. Ihre Abmessungen, ihr knorriger Stamm und ihre prächtige Krone machen sie zu einem besonderen Blickfang der Parkanlage.